# Levocetirizine
Levocetirizine (ook: L-cetirizine, in de vorm van levocetirizine dihydrochloride, bekend onder de merknamen Xyzal, Xyzall, Xusal, Xozal en Xazal) is een antihistaminicum van de derde generatie ontwikkeld door het Belgische UCB. Het wordt vaak voorgeschreven bij mensen met hooikoorts. Het maakt weinig tot niet slaperig, een belangrijke bijwerking van vele oudere middelen.

## Achtergrond
Levocetirizine is in 2001 ontwikkeld op basis van cetirizine (Zyrtec, ook een geneesmiddel van UCB), een antihistaminicum van de tweede generatie. Chemisch gezien is levocetirizine de actieve enantiomeer van cetirizine (cetirizine is een racemisch mengsel bestaande uit levocetirizine en dextrocetirizine). Het geneesmiddel werd op 24 september in Groot-Brittannië toegelaten voor gebruik en op 9 oktober 2001 geregistreerd voor gebruik in Nederland. Levocetirizine is, zoals te verwachten is, op basis van gewicht effectiever dan cetirizine, zo blijkt uit farmacodynamisch onderzoek bij gezonde proefpersonen. Het heeft in de neus en op de huid een tweemaal sterkere werkzaamheid dan cetirizine. Om hetzelfde effect te bereiken is dus de helft minder levocetirizine nodig in vergelijking met cetirizine. Sinds de introductie in 2001 is het marktaandeel levocetirizine sterk gestegen ten koste van cetirizine, zoals te zien is in grafiek 1. Van 710.000 voorschriften cetirizine in 2001 is het aantal voorschriften in 2005 gedaald naar 154.000, terwijl levocetirizine in 2001 nog niet in Nederland werd voorgeschreven en er in 2005 719.000 voorschriften zijn.
In België kost het € 7,02 voor 20 tabletten en € 8,68 voor 40 tabletten. Het valt onder vergoedingscategorie Cs (40% terugbetaald). Het remgeld bedraagt bijgevolg respectievelijk € 1,75 of € 3,20.

## Indicatie en dosering
Levocetirizine wordt gebruikt voor het onderdrukken van de ontstekingssymptomen die aanwezig zijn bij allergische rinitis (hooikoorts) of - acute of chronische - urticaria (netelroos). Het is in Nederland als 'over-the-counter' geneesmiddel te krijgen bij drogist en apotheek. De normale dosering bij patiënten vanaf 6 jaar is 5 mg per dag, wat overeenkomt met één tablet of 10 ml drank per dag. Kinderen tussen de 2 en 6 jaar nemen 1,25 mg, dus 2,5 ml drank, tweemaal per dag. Bij kinderen onder de 2 jaar wordt het gebruik van levocetirizine afgeraden. Bij mensen met nierfalen wordt de dosis aangepast.
Sinds 2009 zijn er in Nederland ook generieke geneesmiddelen geregistreerd. De drank is een oplossing van levocetirizine dihydrochloride in water met daarin ook de bewaarmiddelen methylparabeen en propylparabeen. De smaak is verbeterd door het toevoegen van de zoetstof maltitol en de smaakstof 'tutti frutti'.

## Bijwerkingen
De meest voorkomende bijwerking bij antihistaminica is slaperigheid of vermoeidheid. Bij levocetirizine is deze bijwerking minder aanwezig, onder andere omdat levocetirizine de bloed-hersenbarrière moeilijk kan passeren. Bij een dubbelblind onderzoek, uitgevoerd onder 1706 mannelijke en vrouwelijke proefpersonen deden zich de onderstaande bijwerkingen voor.
| Voorkeursterm (WHOART) | Placebo (n=771) | %    | Levocetirizine 5 mg (n=995) | %    |
| ---------------------- | --------------- | ---- | --------------------------- | ---- |
| Hoofdpijn              | 25              | 3,2% | 24                          | 2,6% |
| Slaperigheid           | 11              | 1,4% | 49                          | 5,2% |
| Droge mond             | 12              | 1,6% | 24                          | 2,6% |
| Moeheid                | 9               | 1,2% | 23                          | 2,5% |

Minder vaak (incidentie tussen de 0,01 en 0,1%) kwamen de bijwerkingen buikpijn en asthenie voor. De methylparahydroxybenzoaat en propylparahydroxybenzoaat in levocetirizinedrank kunnen allergische reacties uitlokken.

## Interacties
Er is geen onderzoek gedaan naar de interacties van levocetirizine. Uit onderzoek dat wel is gedaan, met cetirizine, een racemisch mengsel van dextrocetirizine en levocetirizine bleek dat er geen nadelige interacties met een zevental geneesmiddelen (pseudo-efedrine, cimetidine, ketoconazol, erytromycine, azithromycine, glipizide en diazepam) optraden.

## Contra-indicaties
Levocetirizine moet niet worden gebruikt bij overgevoeligheid voor levocetirizine of een van de bestanddelen van het preparaat. Het gebruik van levocetirizine bij kinderen onder de 2 jaar of bij patiënten met ernstig nierfalen wordt ontraden. Het middel gaat over in de moedermelk.

## Metabolisme
Het middel wordt snel en volledig in het bloed opgenomen. De maximale plasmaconcentratie wordt na 55 minuten bereikt. Het grootste gedeelte (85%) van de stof wordt onveranderd via de urine uitgescheiden, 13% via feces. Na 115 minuten (met een variatie van 38 minuten) is de helft van de bindingen met levocetirizine-moleculen en H1-receptoren vervallen.

## Werking
Levocetirizine bindt aan de histamine H1-receptoren op de cellen. Hierdoor kan de histamine uit mestcellen niet op deze plek binden. Histamine zorgt voor vasodilatatie en voor het vrijkomen van andere stoffen die een allergische reactie veroorzaken. Doordat histamine niet kan binden zullen de symptomen verminderen.

## Afbeeldingen

Grafiek 1

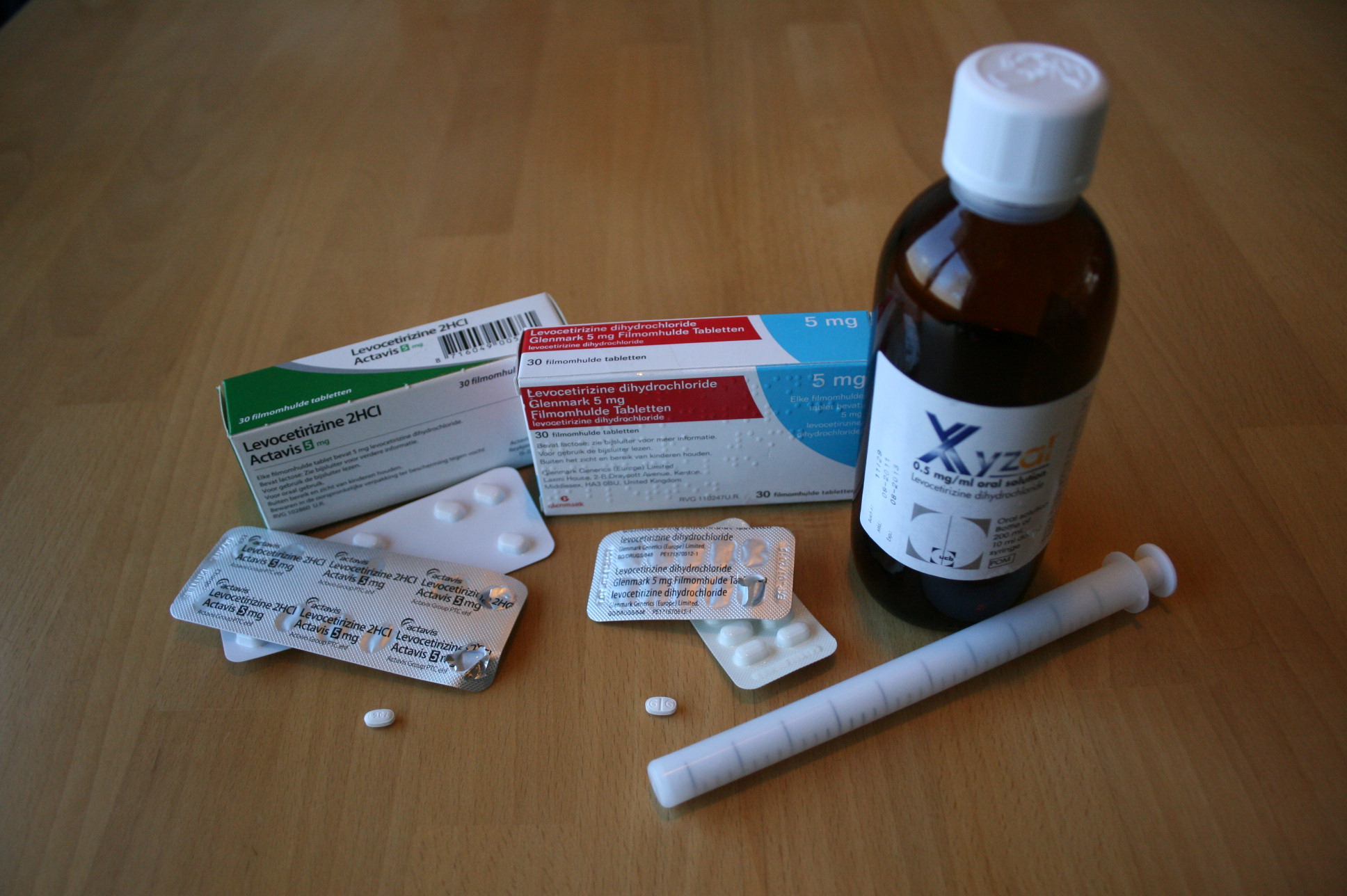
Verschillende merken (Actavis, Glenmark, UCB) Levocetirizine tabletten en orale oplossing.